# Rodja Galli
Rodja Galli, Künstlername ro* (* 28. Februar 1979 in Bern) ist ein Schweizer Illustrator, visueller Gestalter und Künstler.

## Leben und Wirken
Rodja Galli wuchs als Sohn von Altnationalrat Remo Galli und Journalistin Dona Galli im Spiegel bei Bern auf. Nach dem Gymnasium in Bern folgte ein Studium an der Hochschule für Gestaltung Luzern, welches er 2005 mit einem Bachelor of Arts in Illustration abschloss. Unter dem Pseudonym «ro*» machte er sich 2006 beruflich selbstständig. Laufend erweiterte sich seither Rodja Gallis gestalterisches Spektrum, welches heute von Grafik/Layout-Aufträgen und Illustrationen für diverse Magazine, über Konzeptionen und Raumgestaltungen bis hin zu privaten Kunstaufträgen und freien Projekten reicht. Er gilt als hervorragender Zeichner und Analogtechniker, kann sich spielerisch zwischen gestalterischen Sprachen und Materialien hin- und herbewegen oder diese kombinieren, ohne trendhörig zu wirken. In den letzten Jahren hat der Berner vermehrt im Ausstellungsbereich, respektive als Künstler von sich reden gemacht. Rodja Galli ist Teil des Designstudios «a259», welches er zusammen mit Basil ‘Baze’ Anliker und Nikolaj Vejlstrup im Berner PROGR betreibt. Er lebt mit seiner Frau und seinen Söhnen in Luzern.

## Ausstellungen
- 2006: cu(t)bus1&2, Bern[7]
- 2008: cu(t)bus3, Bern
- 2008: Jungkunst 08, Winterthur[8]
- 2008: cu(t)bus4, Winterthur
- 2008: Urban Feedback, Basel[9][10]
- 2008: Carhartt-Gallery, Weil am Rhein[11]
- 2009: Art Clash, Zürich[12]
- 2009: Artstübli Artig IV, Basel[13]
- 2009: Jungkunst 09, Winterthur[14]
- 2010: ArtYou, Basel[15]
- 2010: cu(t)bus5, Bern
- 2010: Stroke Artfair, Berlin[16]
- 2012: Very Contemporary, Bern[17]
- 2013: Zwischenspiel Galerie Bernhard Bischoff, Bern[18]
- 2014: Galerie SOON Bern, Schweiz[19]

## Ausgewählte Raumgestaltungen
- Propeller Club, Bern
- Club Bonsoir, Bern
- Fizzen, Bern[20]
- Knast Club, Luzern